# Petrolia
Petrolia es una localidad canadiense de la provincia de Ontario

## Geografía
Está ubicada en el condado de Lambton, perteneciente a la provincia de Ontario. Se encuentra al oeste de la ciudad de London, junto al cauce de Bear Creek, un afluente del río Sydenham.

## Historia
A comienzos del siglo XX, en 1901, la localidad tenía contabilizada una población de 4135 habitantes. A ella llegaban las vías de Grand Trunk y Michigan Central Railways. Se encontraba en una zona rica en yacimientos de petróleo, con numerosos pozos en sus alrededores. Gran parte del petróleo extraído se refinaba en la localidad.